# Wesz szczurza
Wesz szczurza (Polyplax spinulosa) – gatunek wszy z rodziny Polyplacidae. Powoduje wszawicę. Typowy i pospolity pasożyt szczurów z rodzaju Rattus. Najczęściej spotykany w Europie na szczurze wędrownym (Rattus norvegicus) i szczurze śniadym (Rattus rattus).
Samica wielkości 1,3 mm, samiec wielkości 0,9 mm. Anteny wykazują dymorfizm płciowy. U samców 3 segment znacznie zmodyfikowany. Wszy te mają ciało silnie spłaszczone grzbietowo-brzusznie. Samica składa jaja zwane gnidami, które są mocowane specjalnym „cementem” u nasady włosa. Rozwój osobniczy trwa po wykluciu się z jaja około 14 dni. Polyplax spinulosa ma bardzo duże znaczenie epizoocjologiczne, ponieważ przenosi zarazki tularemii, dżumy i duru powrotnego. Gatunek kosmopolityczny.